# Mercurialis tomentosa
Mercurialis tomentosa es una especie de planta perteneciente a la familia Euphorbiaceae.

## Descripción
Es una planta perenne, dioica, densamente tomentosa, multicaule, de un gris plateado. Tallos de 30-70 cm de altura, erectos, ramificados, leñosos en la base, persistentes, foliosos. Hojas de 5-40 x 3-20 mm, subsésiles, algo coriáceas, de elípticas a elíptico-lanceoladas, enteras o débilmente dentadas, agudas u obtusas, mucronadas; con pecíolo de  2-5(7) mm; estípulas linear-lanceoladas, pelosas. Flores masculinas en espigas axilares de pequeños glomérulos densos de flores sentadas, relativamente próximos entre sí, formando una espiga interrumpida y pedunculada de 5(7) mm, con el eje tomentoso; flores femeninas axilares, solitarias, geminadas o en fascículos poco numerosos, subsésiles o cortamente pedunculadas. Sépalos 1,5-4 mm, ovado-lanceolados, agudos, tomentosos, verdosos. Ovario tomentoso. Fruto de 3-4,5 x 4-6 mm, densamente tomentoso; pedúnculo 5-8(14) mm en la madurez. Semillas 2,5-3 x 2 mm, anchamente ovoideo-globosas, obscuras,brillantes, algo rugosas.

## Distribución y hábitat

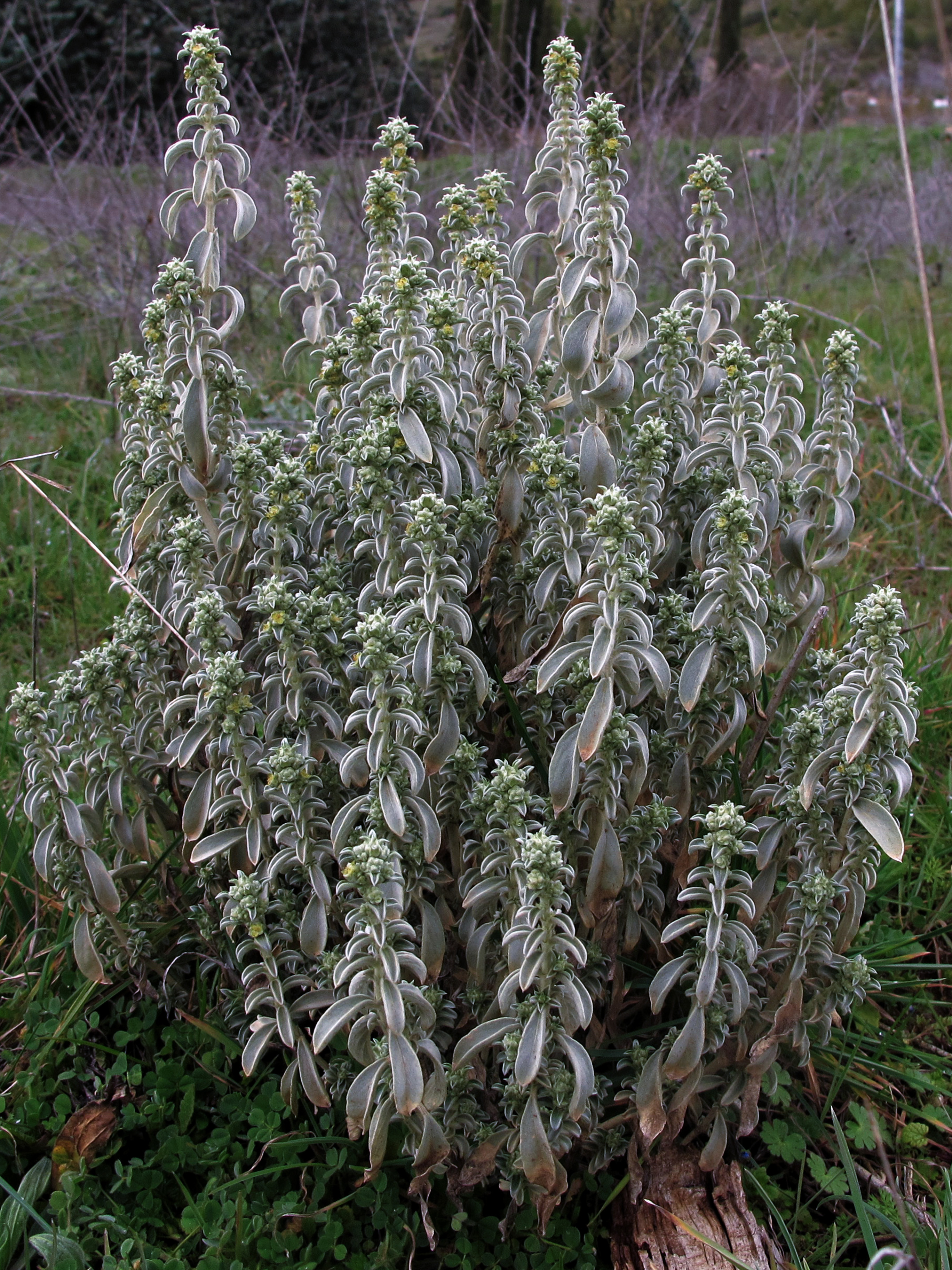

Se encuentra en pedregales y arenales de torrenteras, bordes de caminos y cultivos abandonados, en localidadesde con clima seco; a una altitud de 0-1600 metros. Distribuidas en el extremo occidental del Mediterráneo (S de Francia, Portugal y España). En toda la península ibérica –excepto en el cuadrante NW–, en Baleares sólo en Ibiza.

## Taxonomía
Mercurialis tomentosa fue descrita por Carlos Linneo y publicado en Species Plantarum 2: 1035. 1753.
Etimología
Mercurialis: nombre genérico que hace referencia a Mercurio, dios del comercio en la mitología romana, a quien se atribuye el descubrimiento de las propiedades medicinales de esta planta.
tomentosa: epíteto latino que significa "peluda".
Sinonimia
- Mercurialis sericea Salisb.[4][5]

## Nombre común
- Castellano: blanqueta, blanquilla de Guadarrama, carra, carra hembra, carra macho, criadillas de ratón, gallinaza, hierba de Santa Quiteria, hierba del dolor, hierba del hueso, hierba del veneno, marrubiejo, marrubillo, mercurial blanca, mercurial blanco, mercurial fruticosa, mercurial fruticosa blanquecina, orejeta de ratón, poleo, quebranta-huesos, quebrantahuesos, yerba de Santa Quiteria.[6]